# Tetranychus magnoliae
Tetranychus magnoliae är en spindeldjursart som beskrevs av Boudreaux 1954. Tetranychus magnoliae ingår i släktet Tetranychus och familjen Tetranychidae. Inga underarter finns listade i Catalogue of Life.